# Honda Masanobu
Honda Masanobu (本多 正信?; 1538 – 1617) è stato un daimyō giapponese del periodo Sengoku, appartenente al clan Honda e servitore di Tokugawa Ieyasu.

## Biografia
Figlio di Honda Toshimasa, Masanobu fu inizialmente un servitore di Tokugawa Ieyasu, anche se poi decise di seguire Sakai Shogen, un monaco guerriero di Ueno e questo lo rese un nemico di Ieyasu, che si opponeva ai monaci presenti nella provincia di Mikawa. 
Quando i monaci furono sconfitti nel 1564 Masanobu fuggì, tornando successivamente a ricongiungersi ai Tokugawa negli anni 1570 o 1580 per volere di Ōkubo Tadayo, e accompagnò Ieyasu mentre attraversava la provincia di Iga in seguito all'assassinio di Oda Nobunaga a Honnō-ji.
Pur non essendo un soldato di fama eccelsa a causa di una ferita subita in gioventù, Masanobu fu poi trovato al fianco di Ieyasu per i successivi cinquant'anni. Divenne custode di Tokugawa Hidetada e aiutò a stemperare gli attriti tra quest'ultimo ed il padre quando il primo arrivò in ritardo nella battaglia di Sekigahara (1600). Si racconta che Masanobu fosse stato al centro dello scandalo che fece cadere in disgrazia la famiglia Ōkubo nel 1614 e alcuni studiosi credono che Masanobu sia stato un astuto manipolatore, e valutano le sue frequenti contese con gli altri principali seguaci di Ieyasu, nonché il suo rifiuto ostentato di accettare ricompense, come mezzi per indirizzare a sé le simpatie del suo signore. Quel che è certo, è che Ieyasu fu propenso a descrivere Masanobu come il "mio amico".
Fu membro dello shogunato Tokugawa e ricompensato con uno Han nella provincia di Sagami da 22.000 koku. Partecipò all'assedio di Osaka (1615).
Ebbe tre figli: Honda Masazumi (1565-1637), Honda Masashige (1580-1674) e Honda Tadazumi (1586-1632). Morì di malattia nel 1617.